# Прегнан

Стероидная номенклатура: Прегнаны содержат атомы углерода с 1 по 21.

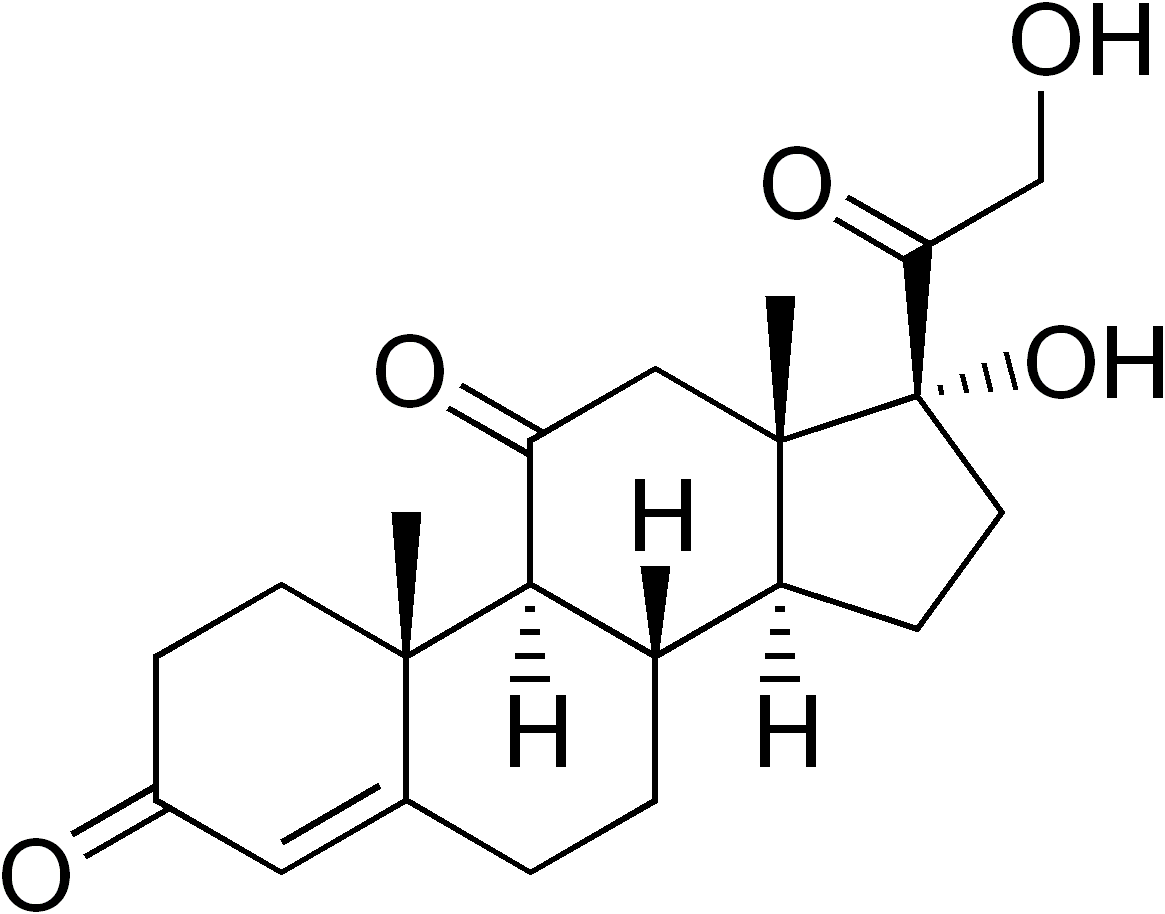
Кортизон

Ципротерона ацетат

Прегнан (17β-этиландростан или 10β,13β-диметил-17β-этилгонан) — стероид С21 с гонановым ядром, предшественник прогестерона. Является исходным углеводородом для двух серий стероидов, происходящих из 5α-прегнана (первоначально аллопрегнана) и 5β-прегнана (17β-этилэтиохолана). У этого есть ядро гонана.
5β-прегнан является предшественником прегнандионов, прегнанолонов и прегнандиолов и обнаруживается в основном в моче как продукт метаболизма соединений 5β-прегнана.

## Прегнаны
Прегнаны представляют собой производные стероидов с углеродами, присутствующими в положениях с 1 по 21.
Большинство биологически значимых производных прегнана делятся на одну из двух групп: прегнены и прегнадиены. Другой класс — прегнатриены.

## Прегнены
Прегнены имеют двойную связь. Примеры включают в себя:
- Кортизон
- Гидрокортизон
- Прогестерон

## Прегнадиены
Прегнадиены имеют две двойные связи. Примеры включают в себя:
- Ципротерона ацетат
- Даназол
- Флуоцинонид